# Église Saint-Étienne d'Archignac
Pour les articles homonymes, voir Église Saint-Étienne.
L'église Saint-Étienne est une église catholique située à Archignac, en France.

## Localisation
L'église est située dans le village d'Archignac, en Périgord noir, dans le département français de la Dordogne.

## Historique et architecture
L'église romane du XIIe siècle ne comprenait qu'une seule nef. Un collatéral voûté d'ogives lui a été ajouté au XVIe siècle. Le clocher carré s'élève sur une coupole. Le chœur en cul-de-four est orné de colonnettes et d'arcatures aveugles. L'accès à l'église se fait par un porche côté sud.
L'édifice est inscrit au titre des monuments historiques le 29 novembre 1948.
Le mur en pierres de la nef est orné de dix-huit panneaux en bois sur lesquels a été plaquée de la terre vernissée figurant des scènes des quatre évangiles. L'auteur de ces tableaux, Marcel Deviers, est un habitant d'Archignac. 
La Fondation pour la Sauvegarde de l'Art français a déboursé la somme de 9 000 euros en 2005 aux fins de la restauration de la tour occidentale de l'église.